# Lunano
Lunano – miejscowość i gmina we Włoszech, w regionie Marche, w prowincji Pesaro i Urbino.

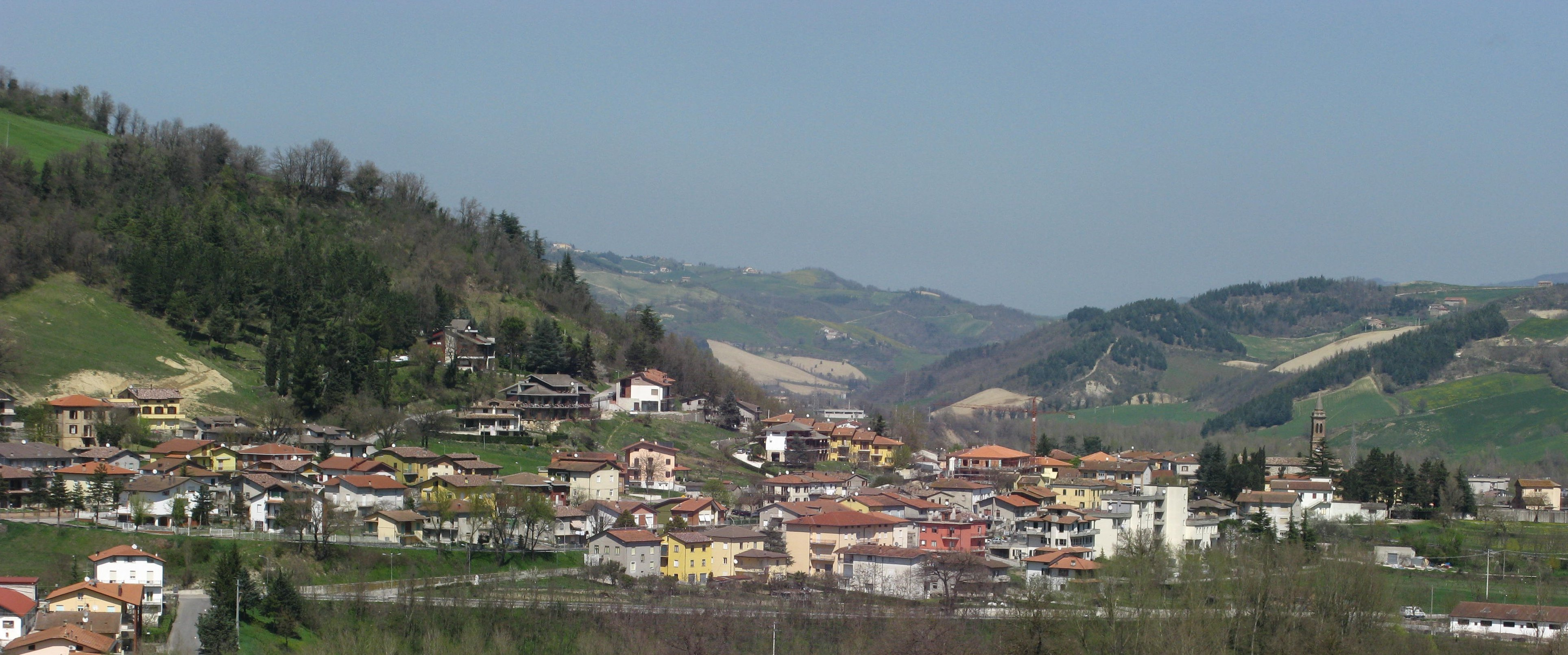
Lunano

Według danych na rok 2004 gminę zamieszkiwały 1232 osoby, 88 os./km².